# Laâyoune-Sakia El Hamra
Die Region Laâyoune-Sakia El Hamra (arabisch العيون - الساقية الحمراء, marokkanisches Tamazight ⵍⵄⵢⵓⵏ -ⵙⵙⵇⵉⵢⴰ ⵍⵃⵎⵕⴰ Lʿyun‑Ssqiya Lḥamra) ist eine der – nach einer Verwaltungsreform im Jahr 2015 neuentstandenen – zwölf Regionen Marokkos und erstreckt sich größtenteils in der marokkanisch besetzten Westsahara im Süden des Königreichs. Die Hauptstadt der Region ist die Stadt Laâyoune.

## Bevölkerung
In der mit rund 140.000 km² flächenmäßig zweitgrößten Region Marokkos leben etwa 368.000 Menschen (zumeist berberischer bzw. nomadischer Abstammung). Etwa 22.000 Menschen leben in ländlichen Gebieten (communes rurales), rund 344.000 Personen leben in Städten (municipalités) – hauptsächlich in Laâyoune.

## Provinzen
Die Region besteht aus den vier Provinzen:
- Boujdour
- Es Semara
- Laâyoune
- Tarfaya